# 相崎由松
相崎 由松（あいざき よしまつ、1939年 - 2025年1月10日）は、日本の実業家。東京都出身。株式会社長野放送相談役・元代表取締役社長。株式会社産業経済新聞社元取締役副社長。旭日小綬章受章。

## 人物・経歴
東京都出身。1962年、上智大学文学部新聞学科卒業。同年、株式会社産業経済新聞社に入社。1964年から1966年の間、アメリカに留学。同社の国際報道担当や取締役副社長等を歴任。その後、株式会社長野放送代表取締役社長に就任し、2017年には同社相談役に就任。2016年、旭日小綬章を受章。
2025年1月10日、病気のため埼玉県所沢市の自宅で死去した。85歳没。